# Bagung
Bagung is een bestuurslaag in het regentschap Kebumen van de provincie Midden-Java, Indonesië. Bagung telt 2003 inwoners (volkstelling 2010).